# Aglaonike
Aglaonike (altgriechisch Ἀγλαονίκη, auch Aganike Ἀγανίκη), Tochter des Hegetor, oder des Hegemon war der Legende nach eine zauberkundige Griechin aus Thessalien, die den Mond „herabzuziehen“ vermochte und dafür von den Göttern bestraft wurde.
Von Plutarch wird sie rationalisierend als frühe Astronomin betrachtet, die Mondfinsternisse vorhersagen konnte.
Basierend auf der Interpretation von Plutarch nimmt Peter Bicknell an, dass Aglaonike vor dem 1. Jahrhundert n. Chr. (Plutarch schreibt über sie) und frühestens im 3. Jahrhundert v. Chr. (babylonische Astronomen können Mondfinsternisse berechnen) gelebt haben müsse. Da gewöhnlich der Mond auch während einer totalen Finsternis durchaus sichtbar bleibt, hypothetisiert Bicknell gestützt auf einige antike Berichte eine Phase besonders dunkler Finsternisse im 2. und 1. Jahrhundert v. Chr., während derer der Mond völlig unsichtbar geworden wäre und es dadurch Scharlatanen (darunter Aglaonike) ermöglicht hätte, zu behaupten, ihn „herabgezogen“ zu haben.
Der Venuskrater Aglaonice wurde von der IAU 2006 nach ihr benannt sowie 2024 der Asteroid (20050) Aglaonice. Außerdem verewigte die feministische Künstlerin Judy Chicago in ihrem Werk The Dinner Party Aglaonike auf einer Bodenfliese. Im Film Orpheus (1950) tritt Aglaonice, gespielt von Juliette Gréco, als Anführerin einer von Regisseur Jean Cocteau betont feministisch konzipierten Truppe von Bacchantinnen auf.